# Ministère public (France)
Pour les autres articles nationaux ou selon les autres juridictions, voir Ministère public.
En droit français, le ministère public, couramment appelé parquet (ou encore magistrature « debout », par opposition aux magistrats du siège), est l'autorité (principalement composée de magistrats, parfois représentée par d'autres personnes comme des fonctionnaires de police) chargée de défendre l'intérêt de la collectivité et l'application de la loi devant les juridictions judiciaires.
L'action du ministère public s'exerce principalement en matière pénale, du début de l'enquête de police et jusqu'au jugement des prévenus ou accusés. Le ministère public peut ainsi exercer l'action publique pour les infractions pénales causant un trouble à l'ordre public et être à l'initiative des poursuites (ou des non-poursuites). Le représentant du ministère public contrôle les mesures de placement en garde à vue et décide des suites pénales (classement sans suite, renvoi à l'instruction ou renvoi direct devant une formation de jugement, recours dans certains cas aux procédures alternatives telles que le rappel à la loi, la médiation pénale, la composition pénale ou la comparution sur reconnaissance préalable de culpabilité).
L'action du ministère public s'exerce de manière plus sporadique devant les juridictions civiles, où elle est concentrée sur quelques types d'affaires particuliers (état civil, nationalité, assistance éducative, difficultés des entreprises, etc.).
Il n'existe pas à proprement parler de « ministère public » auprès des juridictions administratives, hormis devant les juridictions financières. Dans ce dernier cas, il ne s'agit pas du ministère public au sens strict car ses représentants ne sont pas membres de la magistrature judiciaire ; la comparaison se limite alors à la similitude de la fonction exercée[pas clair].

## Terminologie
En France, le ministère public (composé des procureurs généraux, des procureurs de la République et de leurs substituts) est désigné sous le terme de « parquet » dans le jargon judiciaire. L'origine de ce terme remonte au Moyen Âge, sous l'expression de « parquet des Gens du Roi ». Le mot viendrait de l'ancien français, où il signifiait « petit parc ou enclos ». L'origine de l'emploi du mot dans ce sens n'est pas connue avec certitude, mais l'hypothèse la plus probable est que ces magistrats étaient séparés des magistrats du siège dans une sorte de « parc ».
Si le lieu où se tient le ministère public a été nommé « parquet », c'est que ce mot désignait dans la Grand-Chambre parisienne l'enceinte délimitée sur trois côtés par les sièges des juges et sur le quatrième par la barre, ce cœur de la salle, espace clos et sacré, petit parc ou parquet, que traversaient les gens du roi pour gagner leurs places et où s'avançaient les gens d'armes pour faire le récit de leurs investigations, pour en dresser, au parquet le procès-verbal.
Quant à l'appellation de « magistrature debout », elle vient du fait que les magistrats du ministère public se levaient pour prendre la parole, et notamment pour « prendre les réquisitions », contrairement aux magistrats du siège qui restent assis tout le temps de l'audience.

## Histoire
Le ministère public apparaît à la fin du XIIIe siècle quand les rois de France font défendre leurs intérêts par des procureurs qui peu à peu se mettent à leur service exclusif. Le parquet se modèle peu à peu avec des procureurs, des avocats et des substituts, appellations qui subsistent dans la justice contemporaine.
Avant la Révolution, le ministère public était incarné par les officiers appelés les Gens du roi tel que l'avocat général du roi, mais surtout le procureur général du roi qui était le personnage-clé des parlements d’Ancien Régime.
La question du maintien du ministère public se pose au moment de la Révolution, mais elle est résolue positivement par la loi des 16 et 24 août 1790, notamment dans l'article 8 du titre II. La Première République reprend l'idée à travers l'accusateur public.
Jusqu'en 1970, il existait des juridictions munies d'un parquet, en général les juridictions pénales et les juridictions civiles de droit commun, et des juridictions dépourvues de parquet, les juridictions d'exception non répressives (conseil de prud'hommes par exemple). L'article 3 de la loi no 70-613 du 10 juillet 1970 a autorisé le procureur de la République à exercer l'action publique devant toutes les juridictions du premier degré.
La volonté d'instaurer un équivalent du ministère public devant les juridictions administratives autres que la Cour des comptes s'est traduite par les ordonnances du 2 février et du 12 mars 1831 qui créent la fonction de « commissaire du gouvernement » devant le Conseil d'État. C'est seulement en 1862 que les commissaires du gouvernement sont introduits devant les conseils de préfecture. Compte tenu d'un fonctionnement différent de la justice administrative, de l'absence de hiérarchie entre les commissaires et d'un passage plus rapide de la fonction de « commissaire du gouvernement » à celle de juge, ces personnes n'ont jamais exercé véritablement le rôle d'un ministère public, sauf à les comparer au ministère public près la Cour de cassation. Le gouvernement en a tiré les conclusions en les rebaptisant « rapporteurs publics » en 2009.

## Dans l'ordre judiciaire

### Principes d'organisation

#### Hiérarchie
Le ministère public est, en France, sous la hiérarchie du pouvoir politique par le biais du garde des Sceaux, ministre de la Justice et de la direction des affaires criminelles et des grâces.
Le ministère public a une organisation hiérarchique très poussée. Chaque membre d'un parquet doit obéir à son supérieur au sein du même parquet. Les parquets des juridictions de première instance sont soumis au parquet général, qui est lui soumis directement au ministre de la Justice. De plus, le garde des Sceaux détient un pouvoir disciplinaire à l'encontre des magistrats du parquet (lorsque l'action disciplinaire est exercée à l'encontre d'un magistrat du parquet, le Conseil supérieur de la magistrature ne fait que donner un avis au ministre, alors que le Conseil prend lui-même la décision lorsque l'action est dirigée contre un magistrat du siège).
Malgré tout, ce principe hiérarchique connaît de notables exceptions :
- le procureur général peut demander au procureur de la République d'engager des poursuites mais pas de classer sans suite (article 36 du code de procédure pénale) ;

- les actes réalisés par un magistrat désobéissant aux ordres de sa hiérarchie seront valables quoi qu'il arrive. Le magistrat risquera des sanctions disciplinaires pouvant aller jusqu'à la révocation ;
- l'obéissance se limite seulement aux écrits en vertu d'un principe coutumier qui veut que la plume est serve mais la parole est libre ; par conséquent les magistrats du parquet peuvent faire des observations orales librement pendant le procès, l'obéissance se limitant aux réquisitions écrites. Un  exemple retentissant fut celui de l'avocat général Reliquet lors du procès d'Hélie Denoix de Saint Marc, il déposa les réquisitions écrites devant le président Patin, elles demandaient 20 ans de réclusions. Puis debout face au tribunal  il déclara que 4 à 8 ans étaient raisonnables.

#### Indivisibilité du parquet
Une des spécificités du parquet est qu'il est indivisible : chaque membre représente l'ensemble et les membres du parquet sont donc interchangeables. Si un membre fait un acte, tout le parquet est engagé. Lors d'un procès, les magistrats du parquet peuvent se remplacer mutuellement sans bloquer la procédure, ce qui est interdit aux magistrats du siège sous peine de nullité du jugement.

#### Irresponsabilité du parquet
Une autre spécificité est l'irresponsabilité du parquet ; un magistrat du parquet n'est responsable que de ses fautes personnelles mais ne peut pas être condamné aux dépens comme un autre demandeur quand il perd un procès. Il ne peut non plus être poursuivi ni pour injure ni pour diffamation pour des propos tenus durant les audiences. Les fautes personnelles se rattachant au service public peuvent, elles, être poursuivies en vertu de l'action récursoire de l'État mais cela uniquement devant la chambre civile de la Cour de cassation.

### Organisation et personnel
Les magistrats le composant sont les mêmes que ceux du siège. Généralement, un magistrat, au cours de sa carrière, occupera des fonctions au siège comme au parquet.
|                 | Juridictions du premier degré                                               | Juridictions d'appel                                                                                 | Haute Juridiction (cassation)                                 |
| Second grade    | - Substitut du procureur de la République                                   | - Substitut placé auprès du procureur général                                                        |                                                               |
| Premier grade   | - Vice-procureur de la République - Premier vice-procureur de la République | - Substitut du procureur général - Vice-procureur de la République placé auprès du procureur général |                                                               |
| Hors-hiérarchie | - Procureur de la République adjoint - Procureur de la République           | - Avocat général - Procureur général                                                                 | - Avocat général - Premier avocat général - Procureur général |

Notes du tableau
1. 1 2  Substitut ou vice-procureur affecté aux remplacements dans le ressort de la cour d'appel
2. ↑  Appelé substitut général
3. ↑  Dans les 12 plus grands des 181 TGI, soit, par
ordre d'importance : Paris, Bobigny, Lyon, Nanterre, Versailles, Lille,
Marseille, Créteil, Bordeaux, Évry, Pontoise et Toulouse
4. ↑  Dans les 47 plus grands des 181 TGI, soit, par ordre d'importance : Paris, Bobigny, Lyon, Nanterre, Versailles, Lille, Marseille, Créteil, Bordeaux, Évry, Pontoise, Toulouse, Strasbourg, Nantes, Aix-en-Provence, Montpellier, Nice, Rouen, Grenoble, Toulon, Grasse, Rennes, Nancy, Béthune, Metz, Meaux, Perpignan, Nîmes, Tours, Mulhouse, Caen, Dijon, Le Mans, Melun, Angers, Clermont-Ferrand, Draguignan, Valence, Saint-Denis-de-la-Réunion, Boulogne-sur-Mer, Orléans, Évreux, Saint-Étienne, Valenciennes, Amiens, Le Havre et Avignon

Sa composition varie en fonction de la juridiction :
- dans le cas des tribunaux de police, le ministère public est un substitut du tribunal de grande instance pour les contraventions de cinquième classe et un commissaire de police ou un officier de police du grade de capitaine de police au moins du lieu où siège le tribunal (officier du ministère public) pour les contraventions de classe inférieure, et, exceptionnellement, par le maire de la commune où siège le tribunal ;
- dans le cas des tribunaux correctionnels, c'est un procureur de la République assisté d'un procureur-adjoint ou/et de vice procureurs et de substituts du procureur en fonction de l'importance du tribunal ;
- dans le cas des cours d'appel, il y a un procureur général ainsi que des avocats généraux et des substituts généraux qui composent ce que l'on appelle le « parquet général » ;
- dans le cas des cours d'assises, le représentant du ministère public, appelé « avocat général », est le plus souvent un membre du parquet général de la cour d'appel et quelquefois un membre du parquet du tribunal correctionnel ;
- dans le cas de la cour de cassation : on trouve un procureur général, un premier avocat général et des avocats généraux (ce parquet ne peut exercer aucune action publique, il exerce un rôle de "jurisconsulte" semblable à celui du rapporteur public devant le Conseil d'État ; l'unique exception à ce principe est l'exercice par le procureur général de la Cour de cassation de l'action publique devant la Cour de justice de la République, à l'encontre des justiciables qui relèvent de cette juridiction d'exception) ;
- Cas particulier : « Lorsque les infractions concernent la voirie nationale, les fonctions de ministère public près le tribunal de police peuvent être remplies par le directeur départemental de l'équipement ou par l'agent désigné par lui pour le suppléer »[6]. Cet article est toujours en vigueur, mais les directions départementales de l'équipement ont été remplacées par les directions interdépartementales des routes.
- devant les tribunaux militaires en temps de guerre (tribunal territorial des forces armées et tribunal militaire aux armées), le ministère public est confié à un « commissaire du gouvernement ».

### Rôle
Le rôle du ministère public qui est de défendre les intérêts de la société, l'ordre public et l'application de la loi s'exerce dans trois domaines : l'action publique devant les juridictions pénales, l'intervention devant les juridictions civiles et des attributions administratives.

#### Exercice de l'action publique au pénal
Il représente les intérêts de la société et pour cela exerce l'action publique (c'est-à-dire les poursuites en tant que demandeur, en intervenant durant le procès comme une partie principale). Il agit tant pendant la phase d'instruction que pendant celle de jugement.
Les services de la police judiciaire (PJ) sont à la disposition du ministère public pour la recherche des infractions, ce qui lui permet ensuite de décider ou non le déclenchement de l'action publique.
Il dispose d'un choix – appelé « opportunité des poursuites » – quand il a eu connaissance d'une plainte ou d'une dénonciation (article 40 du code de procédure pénale) :
- soit d'engager des poursuites ;
- soit de mettre en œuvre une procédure alternative aux poursuites en application des dispositions des articles 41-1 ou 41-2 ;
- soit de classer sans suite la procédure dès lors que les circonstances particulières liées à la commission des faits le justifient.

S'il choisit de déclencher l'action publique, le ministère public aura la charge de requérir l'application de la loi. Il disposera des voies de recours au même titre que le prévenu ou que les parties civiles.
Le ministère public est aussi chargé de l'exécution des peines une fois que celles-ci sont définitives (article 32, alinéa 3 du code de procédure pénale). Il assiste également aux commissions d'application des peines, notamment sur l'octroi des libérations conditionnelles.

#### Interventions du ministère public au civil
Devant les juridictions civiles, il intervient :
- comme partie principale (comme demandeur ou défendeur), par exemple en matière d'état des personnes, soit « d'office dans les cas spécifiés par la loi » (art. 422 CPC), soit « pour la défense de l'ordre public à l'occasion des faits qui portent atteinte à celui-ci » (art. 423 CPC)
- comme partie jointe « lorsqu'il intervient pour faire connaître son avis sur l'application de la loi dans une affaire dont il a communication » (art. 424 CPC)

Le ministère public est toujours invité à intervenir, devant le tribunal de commerce, dans les procédures collectives.

#### Attributions administratives
En plus d'être à sa disposition, les officiers de police judiciaire sont sous la surveillance du procureur général et sous le contrôle de la chambre de l'instruction (article 38 CPP).
Le procureur de la République « dirige l'activité des officiers et agents de la police judiciaire dans le ressort de son tribunal » (article 41 CPP).
Il dirige et coordonne l’application des contrats locaux de sécurité, est membre de droit à des associations de prévention de la délinquance.
Il peut également intervenir auprès d’interlocuteurs locaux (maires, conseillers régionaux et généraux) pour coordonner l’action des services de police et de gendarmerie.
Les magistrats du parquet sont chargés de contrôler la tenue des registres et autres documents de l'état civil, en vertu du décret no 2017-890 du 6 mai 2017.
Ils ont également un pouvoir de visite des locaux de garde à vue ainsi que des prisons.
Dans l'administration des tribunaux, le ministère public requiert aussi l'installation et la prestation de serment des magistrats et juges.

## Dans l'ordre administratif

### Devant les juridictions financières
Un ministère public est institué auprès des trois types de juridictions financières.
Le ministère public auprès de la Cour des comptes comporte un procureur général, un premier avocat général, des avocats généraux et des substituts généraux. Le procureur général et les avocats généraux exerçaient aussi le ministère public auprès de la Cour de discipline budgétaire et financière.
L'article L212-10 du code des juridictions financières dispose : Chaque chambre régionale des comptes comporte un ou plusieurs représentants du ministère public, choisis parmi les magistrats membres du corps des chambres régionales des comptes, qui exercent les fonctions du ministère public et sont les correspondants du procureur général près la Cour des comptes. ». Ces magistrats ont désormais le titre de « procureur financier ».
Comme devant les juridictions répressives, le rôle du ministère public est de mettre en mouvement l'action publique et de requérir l'application de la loi.

### Devant les autres juridictions administratives
Dans les juridictions administratives de droit commun, il existait des « commissaires du gouvernement » qui pouvaient ressembler à un ministère public, mais sans en avoir réellement les fonctions. Leur transformation en rapporteurs publics confirme qu'ils ne relèvent pas du ministère public. Durant l'audience, ils se bornent à exprimer librement et en toute indépendance leur opinion sur les affaires soumises à la formation de jugement. Contrairement aux magistrats du parquet de l'ordre judiciaire, ils ne sont pas hiérarchiquement subordonnés au garde des sceaux, ministre de la justice.

## Devant le tribunal des conflits
L'article 6 de la loi du 4 février 1850 portant sur l'organisation du tribunal des conflits dispose : « Les fonctions du ministère public seront remplies par deux commissaires du gouvernement choisis tous les ans par le Président de la République, l'un parmi les maîtres des requêtes au Conseil d'État, l'autre dans le parquet de la Cour de cassation ». Le tribunal ne peut statuer qu'après avoir entendu les conclusions du commissaire du gouvernement (art. 4 de la loi). Si le rapporteur appartient au Conseil d'État, alors le commissaire du gouvernement doit être un magistrat de la Cour de cassation, et réciproquement (art. 7 de la loi).

## Dépendance du parquet et condamnation de la France
Le parquet n'est pas considéré comme une autorité judiciaire indépendante au sens de l'article 5 de la Convention européenne des droits de l'homme. La Cour européenne des droits de l'homme condamne ainsi la France en novembre 2010 pour lui avoir conféré des fonctions juridictionnelles.
En 2013, la loi est à nouveau modifiée, en supprimant les instructions orales transmises par la Chancellerie aux procureurs. Simultanément, la Cour européenne des droits de l'homme confirme dans un nouvel arrêt du 27 juin 2013, Vassis et autres contre France, que le parquet français ne peut pas être considéré comme une autorité judiciaire au sens de l'article 5§3 de la Convention,.
Toutefois, à l'occasion d'une question prioritaire de constitutionnalité initiée par l'Union syndicale des magistrats demandant si « l'article 5 de l'ordonnance du 22 septembre 1958 est contraire à l'article 64 de la Constitution ainsi qu'à l'article 16 de la Déclaration des droits de l'homme du 26 août 1789 », le Conseil constitutionnel estime que la dépendance du parquet édictée à l'article 30 du code de procédure pénale n'est pas contraire à la Constitution, « le ministre de la Justice [pouvant] adresser au ministère public des instructions générales de politique pénale », mais « [ne pouvant] adresser aux magistrats du parquet aucune instruction dans des affaires individuelles ».
Cependant, à la lueur du traitement de l'affaire Legay par le magistrat Jean-Michel Prêtre, la question reste posée concernant l'autocensure du Parquet, celui-ci étant soumis au pouvoir exécutif via les nominations et promotions : « En juillet 2017, quelques mois après avoir clôturé cette enquête, le magistrat avait été décoré par Beauvau de la médaille de la sécurité intérieure, échelon or, dans le cadre d'une promotion exceptionnelle liée à l'attentat. »
Le 12 décembre 2019, par le fait d'un ensemble d'arrêts dans des affaires jointes, la Cour de justice de l'Union européenne affirme finalement l'indépendance du parquet français : « S'agissant des magistrats du parquet français, selon la Cour, les éléments présentés suffisent à démontrer qu'ils disposent du pouvoir d'apprécier de manière indépendante, notamment par rapport au pouvoir exécutif, la nécessité de l'émission d'un mandat d'arrêt européen et son caractère proportionné et qu'ils exercent ce pouvoir objectivement, en prenant en compte tous les éléments à charge et à décharge. Leur indépendance n'est pas remise en cause par le fait qu'ils sont chargés de l'action publique, ni par le fait que le ministre de la Justice peut leur adresser des instructions générales de politique pénale ni par le fait qu'ils sont placés sous la direction et le contrôle de leurs supérieurs hiérarchiques, eux-mêmes membres du parquet, et donc tenus de se conformer aux instructions de ces derniers,. »
Dans un rapport parlementaire de 2020 sur les obstacles à l’indépendance du pouvoir judiciaire Ugo Bernalicis et Didier Paris reprennent les propos  d'Éric Mathais, président de la Conférence nationale des procureurs de la République qui précise « Le statut dual du parquet fait que ses membres sont des magistrats qui prennent leurs décisions en toute indépendance mais sont aussi tenus d’appliquer une politique pénale à la fois conforme aux instructions nationales du ministère de la justice et à leurs déclinaisons locales par le procureur général, même si le magistrat apporte des réponses pénales individualisées en fonction des circonstances de faits, humaines et juridiques ». François Molins, procureur général près la Cour de cassation précise que « le code de procédure pénale institue l’indépendance et la liberté dans l’exercice de l’action publique ; cet exercice doit se faire dans le respect du principe d’impartialité auquel le ministère public est tenu. Cela est résumé dans les articles 31 et 39-3 du code de procédure pénale ». Le rapporteur du rapport indique qu'il n'envisage pas revenir sur le principe hiérarchique qui régit le parquet. Mais il souhaite que soit précisé le cadre dans lequel s’exerce cette autorité hiérarchique.